# Oleszno (województwo wielkopolskie)
Oleszno – wieś w Polsce położona w województwie wielkopolskim, w powiecie wągrowieckim, w gminie Gołańcz.
W latach 1975–1998 miejscowość położona była w województwie pilskim.